# Valea Mare de Codru, Bihor
Valea Mare de Codru este un sat în comuna Holod din județul Bihor, Crișana, România.

## Vezi și
- Biserica de lemn din Valea Mare de Codru

 Acest articol despre o localitate din județul Bihor este deocamdată un ciot. Puteți ajuta Wikipedia prin completarea lui.